# Ständiga representationer vid Europeiska unionen
Ständiga representationer vid Europeiska unionen, även kända som EU-representationer, är diplomatiska beskickningar på regeringsnivå som företräder Europeiska unionens medlemsstater i deras diplomatiska förbindelser med unionen. De ständiga representationerna finns i Bryssel, Belgien, och leds var och en av en ständig representant, som fungerar som respektive medlemsstats ambassadör vid unionen. Den ständiga representanten bistås av en biträdande ständig representant. Därutöver finns andra höga diplomater, till exempel företrädarna i kommittén för utrikes- och säkerhetspolitik (Kusp).
De ständiga representationerna fyller en central funktion vid förhandlingarna inom Europeiska unionens råd. Företrädare från de ständiga representationerna deltar i de olika kommittéer och arbetsgrupper som bereder ärendena inom rådet. Den ständiga representanten och den biträdande ständiga representanten deltar i Ständiga representanternas kommitté, som är sista förberedande organ innan ett ärende tas upp på ministernivå i rådet. De ständiga representationerna ansvarar även för förbindelserna med unionens övriga institutioner.